# SKGLB 1–2
Az SKGLB 1–2 egy 760 mm keskenynyomtávú gőzmozdonysorozat volt a Salzkammergut-Lokalbahnnál (SKGLB). Négy azonos mozdonyt rendelt a Steiermärkischen Landesbahnen (STLB) a Lokalbahn Preding-Wieseldorf–Stainz nak és a Lokalbahn Pöltschach–Gonobitznak (Poljčane - Konjice).
Az SKGLB mozdonyokat 1890-ben, az STLB mozdonyokat 1892-ben szállította a Krauss/Linz. Ezek voltak az osztrák tartományi keskenynyomtávú vasutak által a tömegközlekedésben használt legkisebb gőzmozdonyok. Az STLB mozdonyok a MERAN, STAINZ, GONOBITZ és a HEILIGENGEIST neveket kapták.
A STAINZ nagy népszerűsége széles körű ismeretséget szerzett a típusnak, így ez lett egyik legismertebb gőzmozdony Európában.

## Története

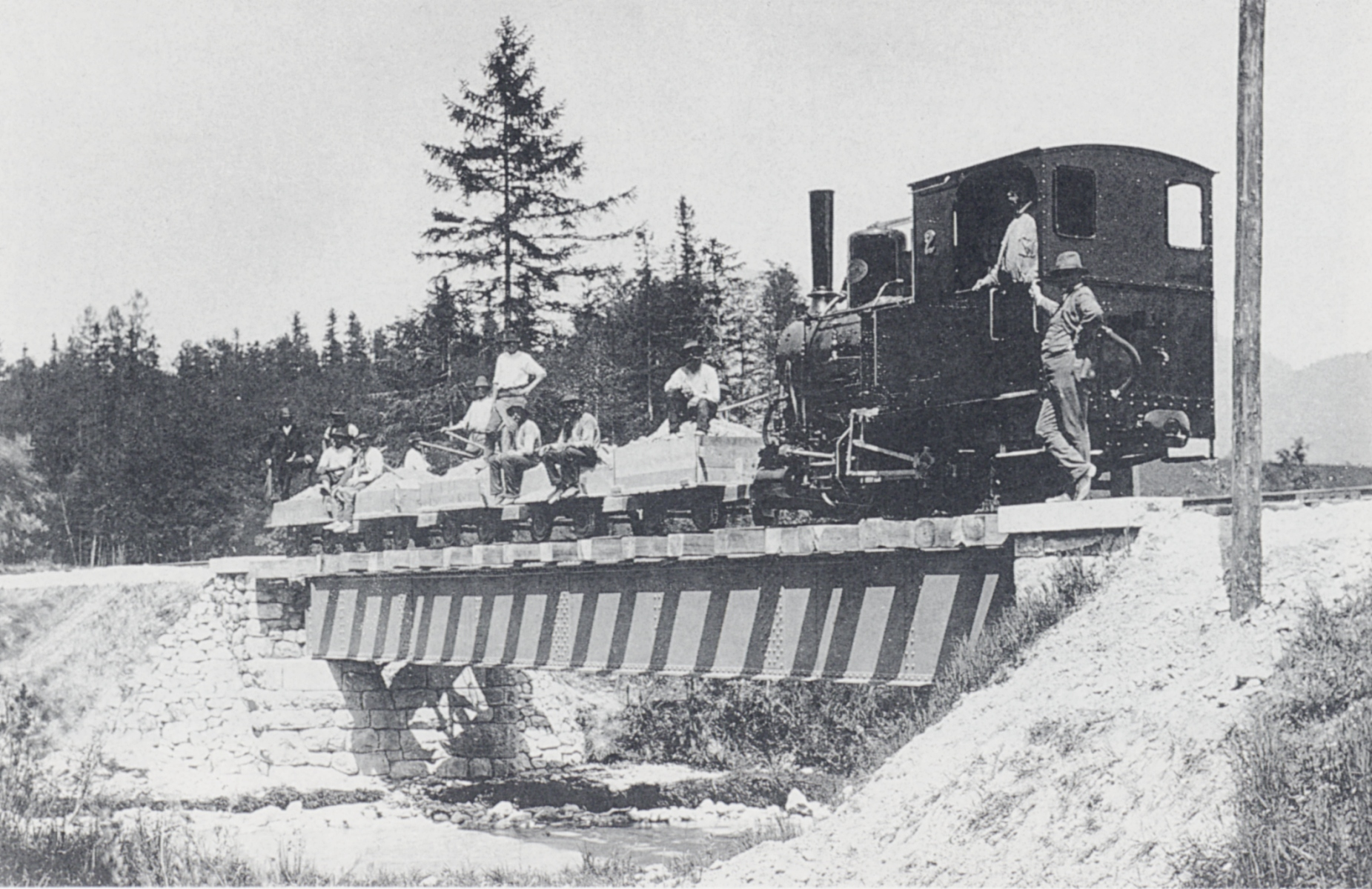
Az SKGLB 2 mozdony anyagvonattal. 1890

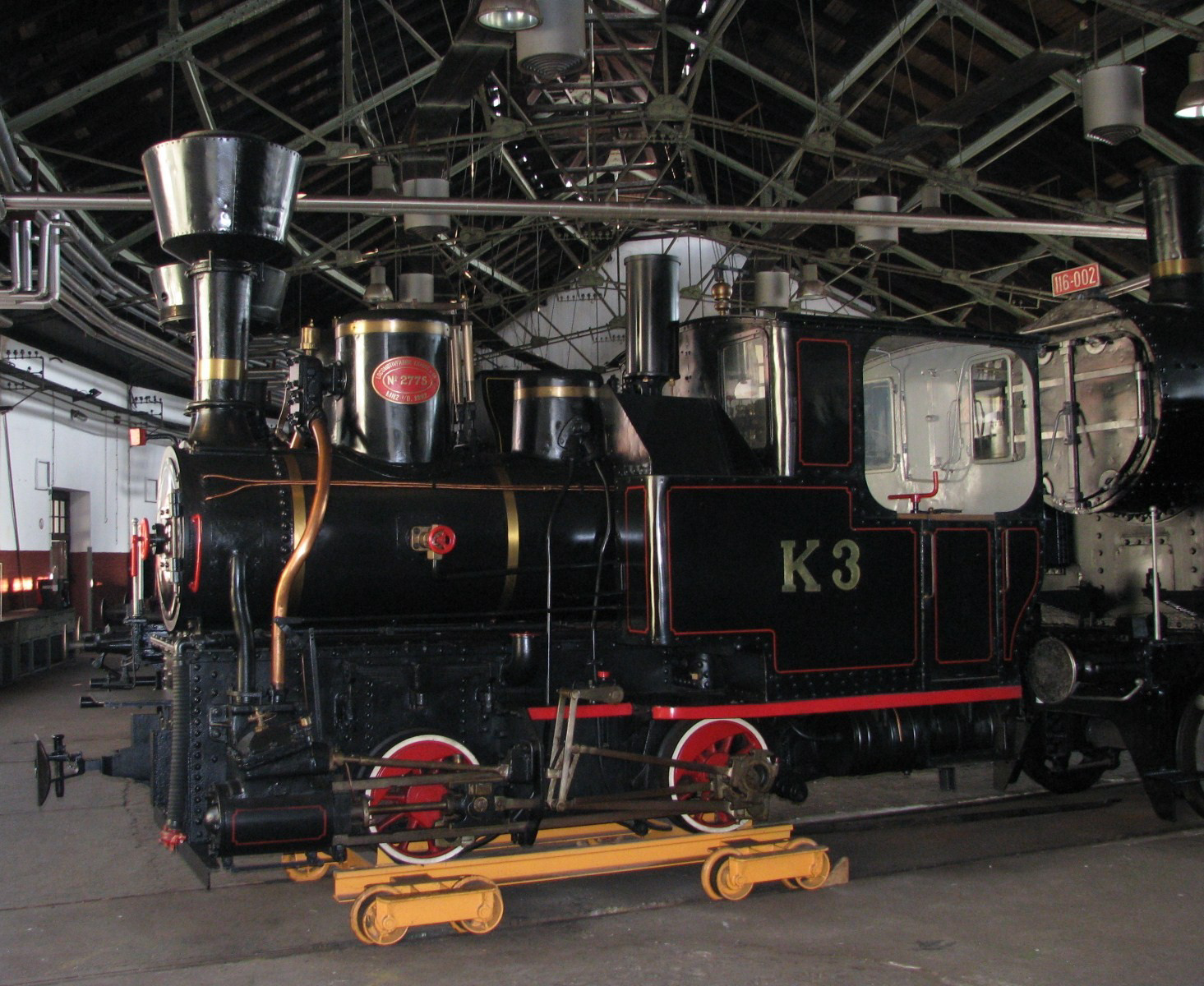
Az SKGLB 3 Gonobitz Ljubljanában a Vasútmúzeumban

A Salzkammergut-Lokalbahn mindkét mozdonyát már megrendelték az első – Bad Ischl és Strobl – közötti pályarész építéséhez.
Az 1 számú mozdony az I. világháborúban háborús célra használták és Romániában maradt, a 2 számú mozdonyt 1953 körülig volt használatban az SKGLB-nél. A két mozdony közül egyik sem maradt meg.
A STLB két mozdonyt szerzett be a Lokalbahn Preding-Wieseldorf–Stainz és az Alsó-Stájerországi Lokalbahn Pöltschach–Gonobitz számára.
1 MERAN (Bécs), elveszett a háború alatt, 1943-ban
2 Stainz, (Bécs), tartózkodási helye: Murtalbahn
3 GONOBITZ (Pöltschach), tartózkodási Vasúti Múzeum Ljubljana
4 HEILIGENGEIST (Pöltschach) selejtezték,